# Жоан Капдевіла
Жоа́н Капдеві́ла Ме́ндес (кат. Joan Capdevila i Méndez, МФА: [ʒuˈaŋ kədːəˈβiɫə]; нар. 3 лютого 1978, Таррега, Іспанія) — іспанський футболіст, лівий захисник, в минулому національної збірної Іспанії.

## Клубна кар'єра
Починав займатися футболом у команді з рідного міста, згодом продовжив навчання у футбольній школі барселонського клубу «Еспаньйол».
В сезоні 1997—98 грав за дублюючий склад цього клубу, а вже наступного сезону дебютував у складі його основної команди у Прімері, елітному дивізіоні іспанської першості. Відігравши один сезон в основі «Еспаньйола», перейшов до мадридського «Атлетіко», у якому провів також лише один сезон (1999—2000).
Сезон 2000—2001 почав вже у новому клубі — «Депортіво» з Ла-Коруньї, в якому провів наступні 7 років своєї футбольної кар'єри. Поступово став основним лівим захисником клубу, у складі якого став чемпіоном країни в сезоні 2001—2002 та володарем Суперкубка Іспанії у 2000 та 2002 роках.
Влітку 2007 року як вільний агент перейшов до «Вільярреала», уклавши з клубом трирічний контракт. Прихід досвідченого захисника розглядався керівництвом клубу як посилення складу перед виступами у Кубку УЄФА. Гравець відразу ж отримав постійне місце в основному складі і довгий час залишався основним лівим захисником команди.
У липні 2011 року 33-річний захисник уклав дворічний контракт з португальським клубом «Бенфіка». В новому клубі гравцем стартового складу не став.

## Виступи у збірних
Протягом 1998—2000 років викликався до молодіжної збірної Іспанії, у складі якої провів 13 матчів. 2000 року у складі олімпійської збірної U-23 брав участь у футбольному турнірі на Літніх Олімпійських іграх 2000 року, на якому іспанці вибороли срібні олімпійські нагороди.
16 жовтня 2002 року дебютував у складі національної збірної Іспанії у товариській зустрічі проти збірної Парагваю (нічия 1:1). Згодом був включений до складу команди для участі у чемпіонаті Європи 2004 року, однак під час чемпіонату жодного разу на поле не виходив. До складу збірної для участі у чемпіонаті світу 2006 викликаний не був.
Натомість вже на чемпіонаті Європи 2008 року Капдевіла зарекомедував себе як основний гравець на позиції лівого оборонця збірної. Основна четвірка іспанських захисників (Капдевіла зліва, Карлос Марчена та Карлес Пуйоль у центрі і Серхіо Рамос на правому фланзі) надзвичайно впевнено провела цей турнір, не дозволивши суперникам забити жодного гола у матчах чвертьфіналу, півфіналу та фіналу, зробивши таким чином суттєвий внесок у загальну перемогу збірної Іспанії на чемпіонаті.
Відіграв в усіх матчах кваліфікаційного турніру чемпіонату світу 2010 року та був включений до складу збірної для участі у фінальній частині цього змагання. Допоміг національній збірній уперше в історії стати чемпіонами світу. Під час фінального турніру у Південно-Африканськії Республіці був основним лівим захисником команди, повністю провівши на полі усі сім матчів іспанців на турнірі. Разом з партнерами по захисту збірної Іспанії дозволив суперникам команди забити у її ворота лише 2 голи за 7 ігор.
| #  | Дата              | Місце              | Противник | Рахунок | Результат | Змагання          |
| -- | ----------------- | ------------------ | --------- | ------- | --------- | ----------------- |
| 1. | 17 листопада 2007 | Мадрид, Іспанія    | Швеція    | 3-0     | перемога  | відбір до ЧЄ 2008 |
| 2. | 6 лютого 2008     | Малага, Іспанія    | Франція   | 1-0     | перемога  | товариська        |
| 3. | 31 травня 2008    | Уельва, Іспанія    | Перу      | 2-1     | перемога  | товариська        |
| 4. | 10 вересня 2008   | Альбасете, Іспанія | Вірменія  | 4-0     | перемога  | відбір до ЧС 2010 |

## Досягнення
У складі «Депортіво» (Ла-Корунья):
- Володар Кубка Іспанії (1): 2001-02
- Володар Суперкубка Іспанії (2): 2000, 2002

У складі «Бенфіки»:
- Володар Кубка португальської ліги (1): 2011-12

У складі «Санта-Колома»:
- Чемпіон Андорри (1): 2016-17

У складі збірних Іспанії:
- Чемпіон світу: 2010
- Чемпіон Європи: 2008
- Срібний олімпійський призер: 2000